# Simone Rocca
Simone Rocca (* 25. November 1967 in Genua) ist ein ehemaliger italienischer Squashspieler.

## Karriere
Simone Rocca spielte nur vereinzelt auf der PSA World Tour. Mit der italienischen Nationalmannschaft nahm er 1987, 1989, 1991 und 1995 an der Weltmeisterschaft teil. Zudem gehörte er zwischen 1990 und 2008 viele Male zum italienischen Kader bei Europameisterschaften. Von 1988 bis 1992 sowie in den Jahren 2004, 2006 und 2007 wurde er italienischer Meister. Nach seiner aktiven Karriere wurde er als Squashtrainer tätig.

## Erfolge
- Italienischer Meister: 8 Titel (1988–1992, 2004, 2006, 2007)